# 錦橋 (土佐堀川)
錦橋（にしきばし）は、大阪市の土佐堀川に架かる歩行者専用橋。 かつては可動堰として機能し、土佐堀川可動堰とよばれた。
西区江戸堀1丁目 - 北区中之島2丁目間に架かる。すぐ西（下流）に肥後橋（四つ橋筋）が架かっている。

## 歴史・概要

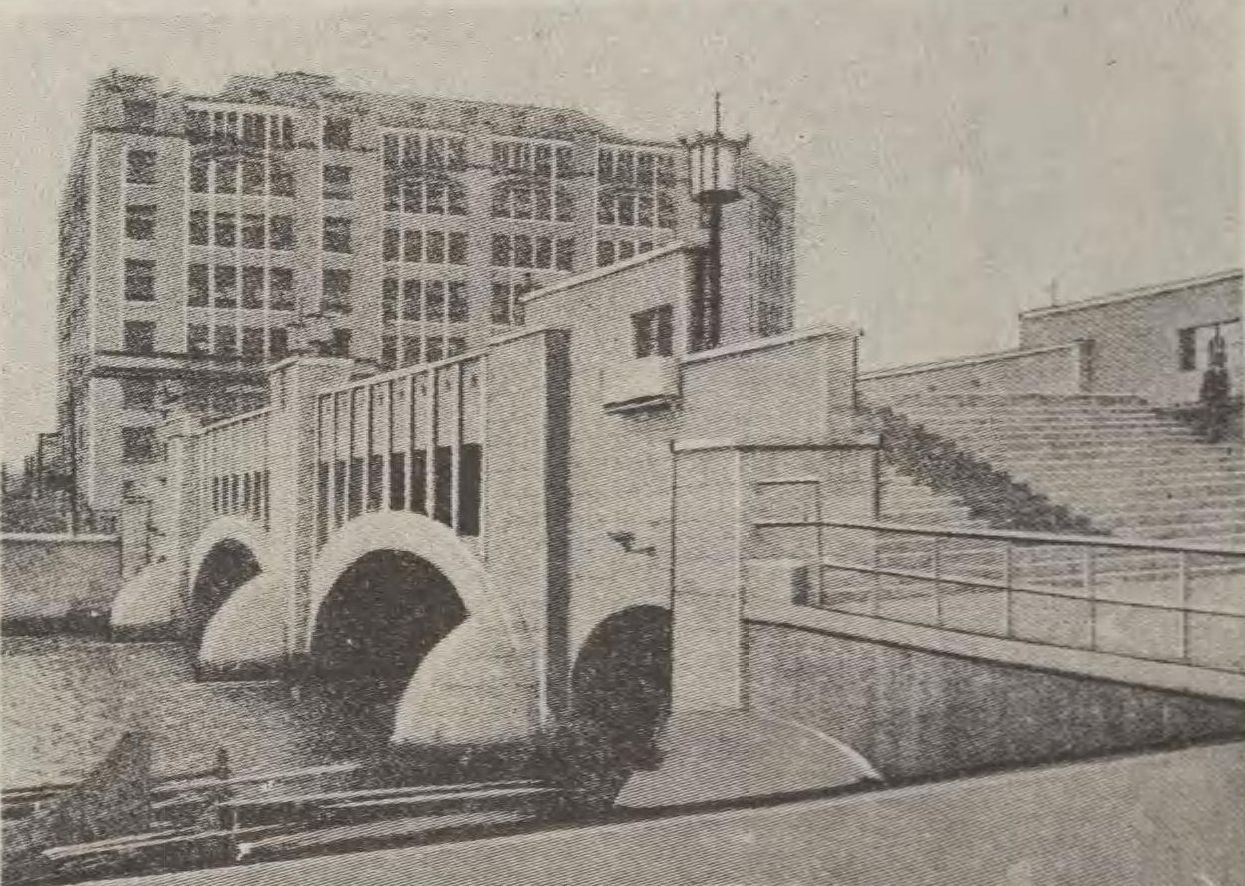
土佐堀川可動堰

大阪市内6か所（堂島川、土佐堀川、長堀川、道頓堀川、江戸堀川、京町堀川）に設置された可動堰の一つで、1931年（昭和6年）に設置された。現在は水晶橋とともに遺構として残っている。
中央の2径間は支間約15 mの鉄筋コンクリートアーチで、かつては内部にテンターゲート・ローラーゲートが備わっていた（1978年に使用停止）。両側はコンクリートアーチで、上路へアクセスするための階段と一体構造になっている。設置当初から歩行者専用橋として利用されてきた。
1985年（昭和60年）に橋面の美化改修が行われた際に新たに「錦橋」の名称がつけられた。橋上がギャラリーとなっており、江戸末期から明治初期に画かれた橋の錦絵をタイルに焼きつけたものを貼り付けて展示している。昭和61年度手づくり郷土賞（ふるさとが誇りとする橋）受賞。

## 周辺

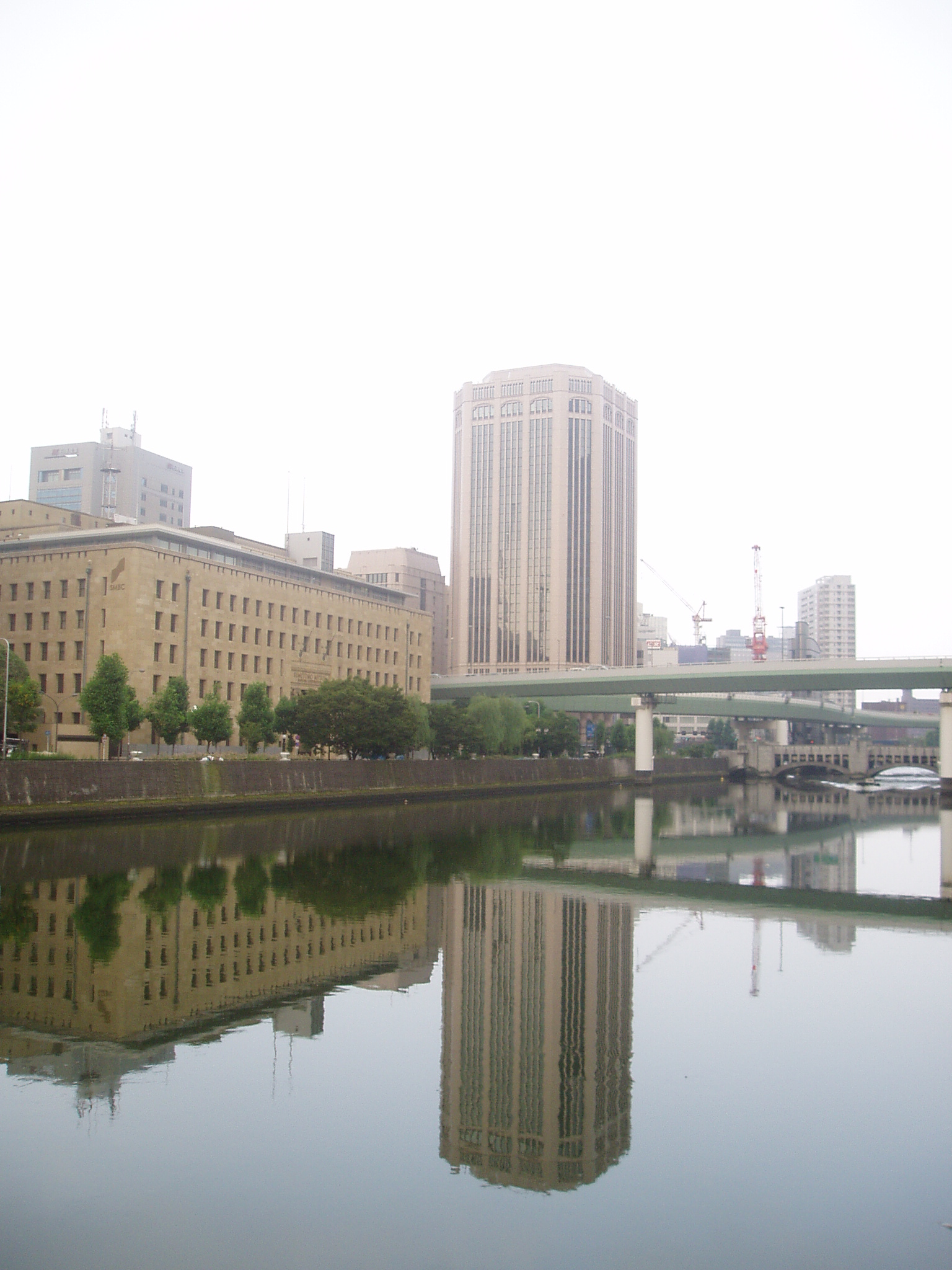
大同生命大阪本社ビル （土佐堀通側）
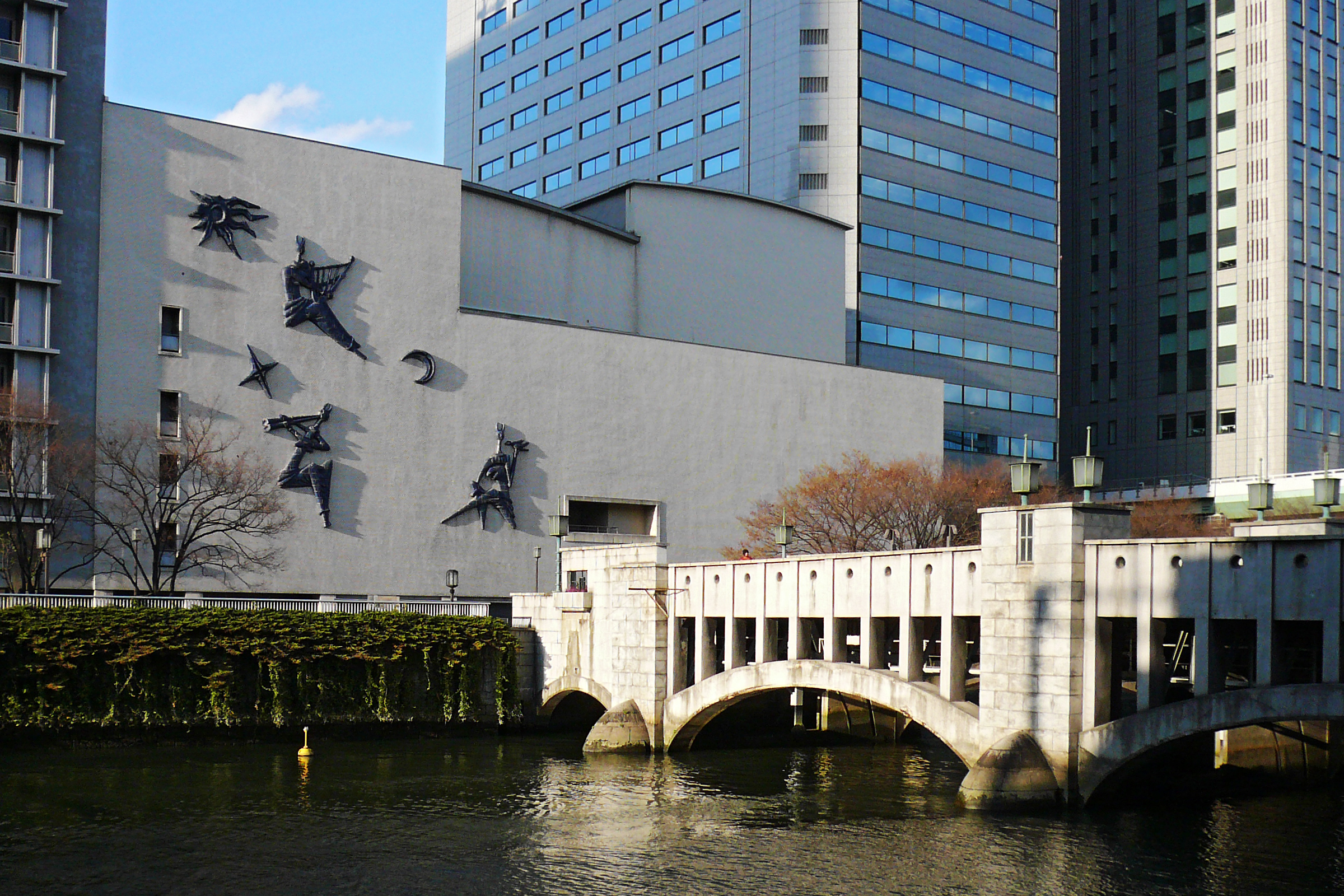
初代フェスティバルホール 「牧神、音楽を楽しむの図」 （中之島緑道側）
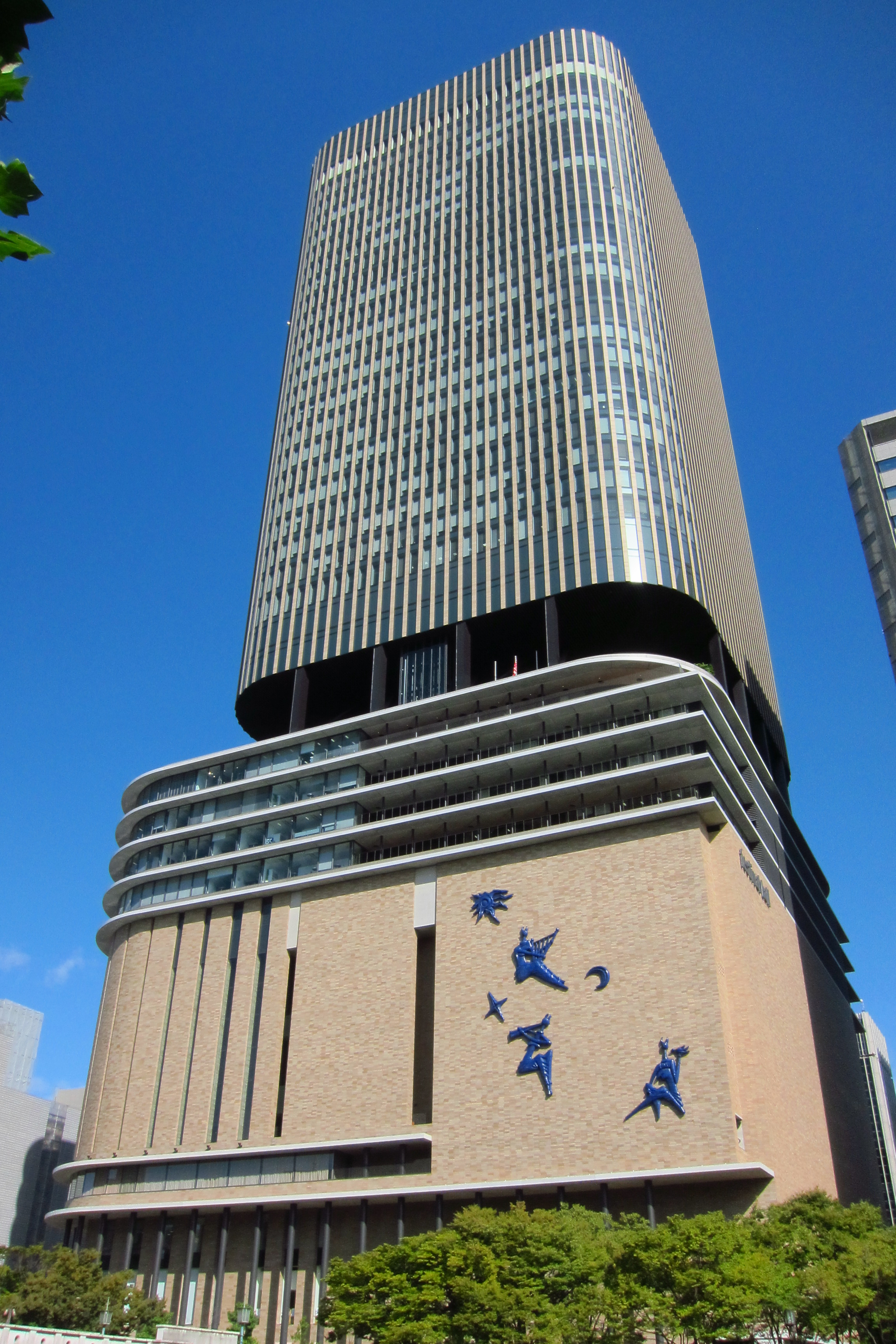
中之島フェスティバルタワー